# Iglesia martirial de Marialba de la Ribera
La iglesia martirial de Marialba de la Ribera es un antiguo templo cristiano cuyos restos se encuentran en esta localidad de la provincia de León, comunidad autónoma de Castilla y León, España. 
Fue declarada monumento histórico-artístico y arqueológico por Real Decreto 1673/1979, de 18 de mayo, y en aplicación de la Ley 16/1985, de 25 de junio, del Patrimonio Histórico Español, pasó a tener la consideración de bien de interés cultural, cuya delimitación quedó fijada tras el Decreto 89/2000, de 27 de abril.
Encuadrado en un conjunto más amplio, aún poco conocido y que bien pudiera ser una villa o palatium de una autoridad militar, civil o religiosa, el edificio principal se construyó en el siglo IV, presenta planta rectangular con cabecera ultrasemicircular y tendría el carácter de aula principal del complejo. Entre los siglos V y VII se adaptó como mausoleo-martyrium mediante la construcción de una cabecera inscrita en la semicircular inicial, donde se colocaron trece tumbas, y de un pórtico a los pies, también con tumbas. Posteriormente, la construcción de un baptisterio convirtió el martyrium es una iglesia parroquial que perduró con fines funerarios hasta época altomedieval.

## Contexto geográfico e histórico
El edificio se encuentra en Marialba de la Ribera, localidad del municipio de Villaturiel, a seis kilómetros al sureste de León. Se asienta en un terreno llano a 804 m de altitud, en una terraza de la margen izquierda del río Bernesga.
Ubicado cerca de la vía romana que se dirigía hacia la ciudad de Lancia, el asentamiento de Marialba formaría parte del paisaje periurbano del campamento militar y luego ciudad de Legio, en el cual también se encontraría un conjunto de asentamientos altoimperiales y tardorromanos como el vicus ad legionem (Puente Castro), villas como la de Navatejera, así como granjas, castros, necrópolis, vías y puentes.
Las ruinas de Marialba eran conocidas por los lugareños como «Iglesia Vieja». En varios documentos de la Catedral de León, datados en el siglo X, es mencionada como turrem o torre de Sancta Maria Alua. A mediados del siglo XIV ya debía estar abandonada y en ruinas, ya que no se menciona en el Becerro de Presentaciones de la Catedral de León.

## Historia de las investigaciones
A finales del siglo XIX, al extraer tierras que cubrían las ruinas, se descubrieron los muros de un edificio de grandes dimensiones. Esto llamó la atención de estudiosos como Inocencio Redondo, que realizó el primer dibujo de las ruinas en 1890, y Manuel Gómez-Moreno, que en su Catálogo Monumental lo relacionó con las iglesias paleocristianas conocidas hasta ese momento. En 1966, en el artículo Primicias del arte cristiano español, Gómez-Moreno mostraba un croquis de la planta; la describe como una sala rectangular rematada con un ábside en forma de herradura y en ella aparecen una hornacina en la fachada oriental, un elemento de exedra en el lado sudoeste y una puerta en el lado norte.
Las primeras excavaciones arqueológicas se llevaron a cabo entre 1967 y 1970 por Helmut Schlunk y Theodor Hauschild, del Instituto Arqueológico Alemán en Madrid. Los resultados mostraron que el complejo se componía de un gran edificio y varias estructuras anexas. A un primer momento —finales del siglo IV— correspondería la sala rectangular con cabecera ultrasemicircular, mientras que en una segunda fase —primera mitad del siglo V— se introdujeron en las esquinas de la nave unas pilastras que soportarían los empujes de una bóveda o una cúpula y se añadieron tres nichos u hornacinas en la cabecera, en cuyo suelo se ubicaron trece cámaras de enterramiento. Todo ello permitió interpretar el lugar «no como una simple basílica sino más bien como una solemne iglesia martirial. El monumento de Marialba sería así no sólo la más importante construcción cristiana del Norte de España, sino también la mayor iglesia martirial de época paleocristiana de la Península Ibérica que hasta ahora conocemos».
A una fase posterior —finales del siglo VI o principios del VII— pertenecería la construcción del nártex con varios enterramientos más y el conjunto bautismal frente a la entrada lateral del noroeste, con hallazgos de cerámica y de canceles de época visigoda. Por último, el lugar sería utilizado en la Alta Edad Media como cementerio, cuyos enterramientos destruyeron gran parte de los suelos y muros.Desde esas investigaciones de Schlunk y Hauschild, se acepta el carácter de martyrium del edificio y su posterior transformación en iglesia bautismal.
En la obra Historia de España (1980), de Ramón Menéndez Pidal, se hacía una clasificación tipológica, con la separación de basílicas paleocristianas de las iglesias martiriales, dado que el culto a las reliquias de los mártires dio lugar a edificios para su custodia. Entre estos últimos se citaban cuatro ejemplos, uno de ellos la iglesia de Marialba de la Ribera, en la que distingue dos fases constructivas, la nave con ábside de herradura y cubierta a dos aguas y el posterior edificio de planta centralizada, cubierto de cúpula o bóveda, así como un nártex y una piscina bautismal.
Según Concepción Cosmen y Etelvina Fernández, el edificio sigue la tradición del pensamiento bajorromano y señalan el diseño de la cabecera y del nártex como fórmulas presentes en la península y otras zonas del Mediterráneo. Lo mismo sucedería con el uso del recinto sagrado como espacio de enterramiento, costumbre que se seguía en los primeros siglos del cristianismo. Ramón Corzo, por su parte, distinguía un nacionalismo e incluso un regionalismo en las construcciones de esa época, no existiendo uniformidad tipológica aunque los habitantes de la península prolongan la tradición romana hasta la llegada de los estilos europeos traídos por el rey de Navarra.
Para Pedro de Palol es una de las primeras construcciones de la Hispania romana del siglo IV, momento al que también pertenecerían los dos mausoleos de Centcelles, el mausoleo de La Alberca y la basílica-sinagoga de Elche. Lo clasifica como el primer caso de ábside ultrasemicircular y lo relaciona con el templo martirial del anfiteatro de Tarragona, con la basílica de San Cugat del Vallés y con un edificio de la villa romana de La Cocosa, aunque estas arquitecturas las data en el siglo VI. Cita, igualmente, las exedras con forma de herradura en arquitecturas privadas, como la casa n.º 1 de Clunia o el pórtico Norte del peristilo de la villa de La Olmeda.
Cristina Godoy señala que el carácter martirial de la primera fase es innegable y que el periodo constructivo más interesante es la fase III, momento de construcción del complejo bautismal, tras lo cual el edificio se adaptaría al culto eucarístico, pasando de martyrium a iglesia parroquial.
A pesar de la importancia de los hallazgos, estos planteaban algunos interrogantes, como la naturaleza del asentamiento, su función y extensión original —dado que sería extraño que tal edificio se encontrase aislado—, la secuencia detallada de construcción, uso y transformación, y el estudio de los materiales muebles e inmuebles hallados.Por ello, se llevaron a cabo nuevas excavaciones en 2009-2010, por José Avelino Gutiérrez (Universidad de Oviedo), con la codirección técnica de Emilio Campomanes y Felipe San Román (Talactor SL), y en 2019, de nuevo por José Avelino Gutiérrez. La información obtenida en ambas permitió revisar las fases constructivas, los cambios de uso del edificio, los elementos que componen cada espacio, la secuencia de enterramientos, así como una colección de objetos de todo tipo. Faltaría resolver el interrogante de la funcionalidad inicial y extensión del asentamiento, aunque los estudios geofísicos señalan que tendría una extensión amplia y compleja.

## Descripción

### Fase 1. Edificio inicial

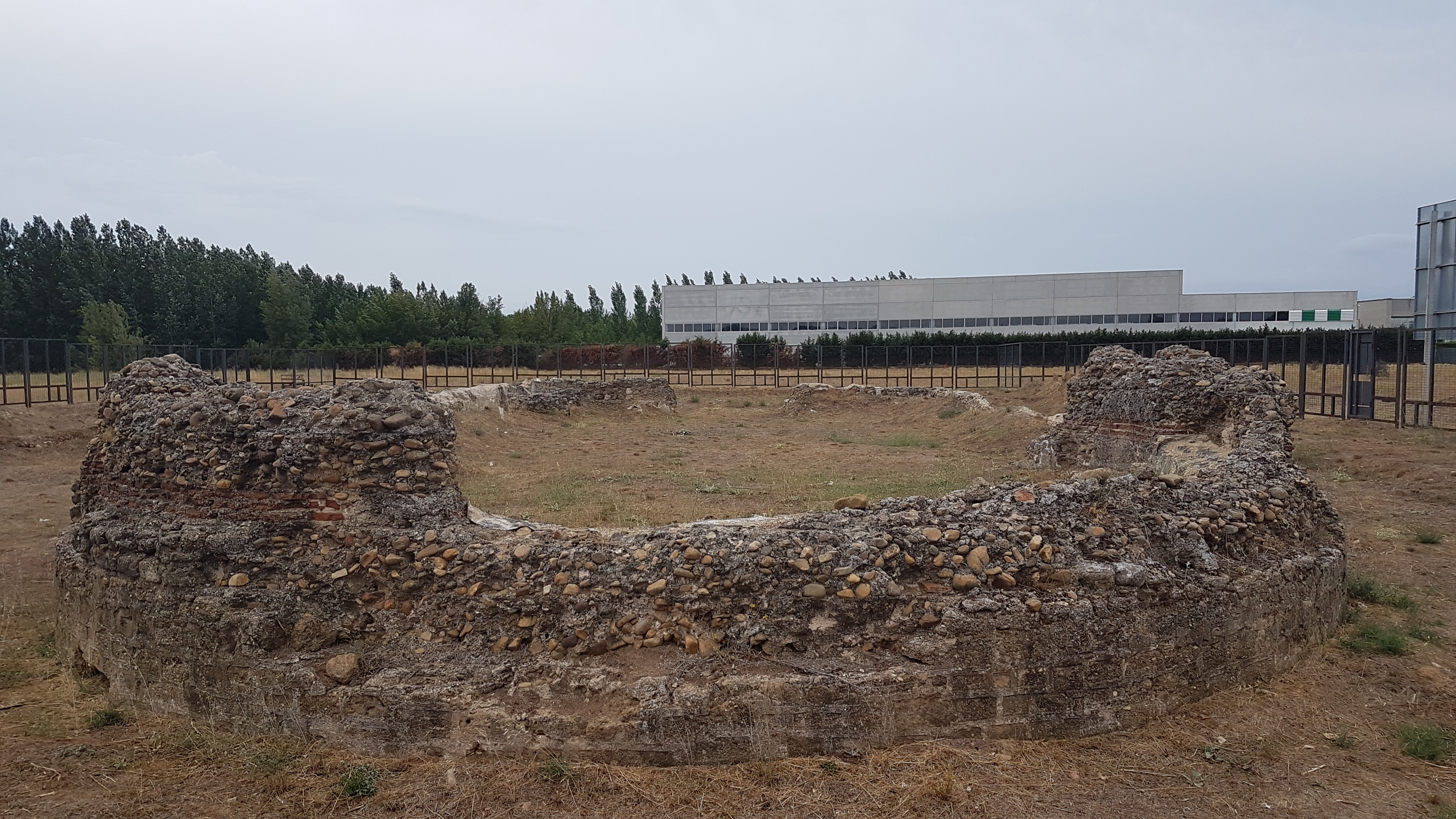
Vista desde la cabecera

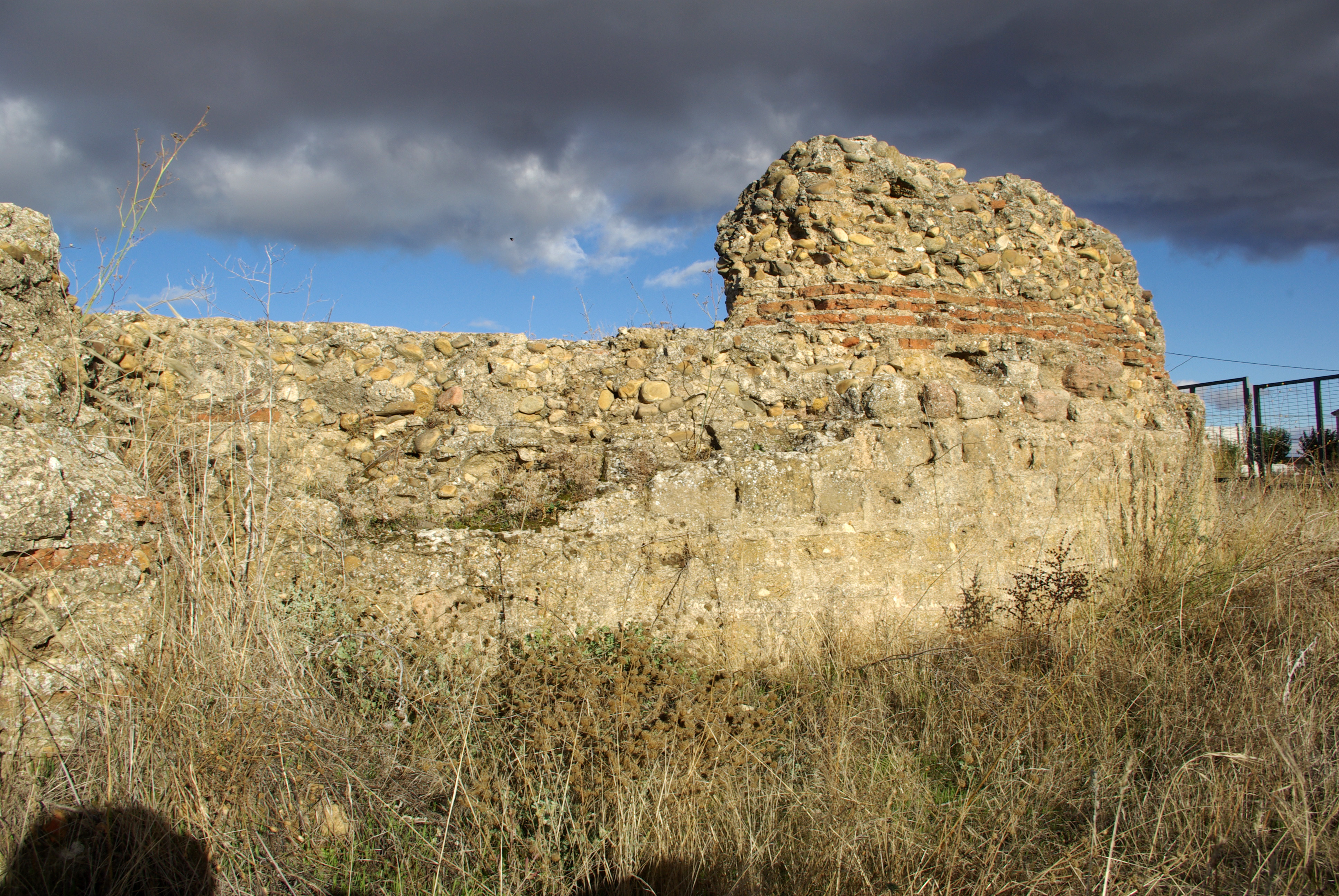
Detalle de la cabecera

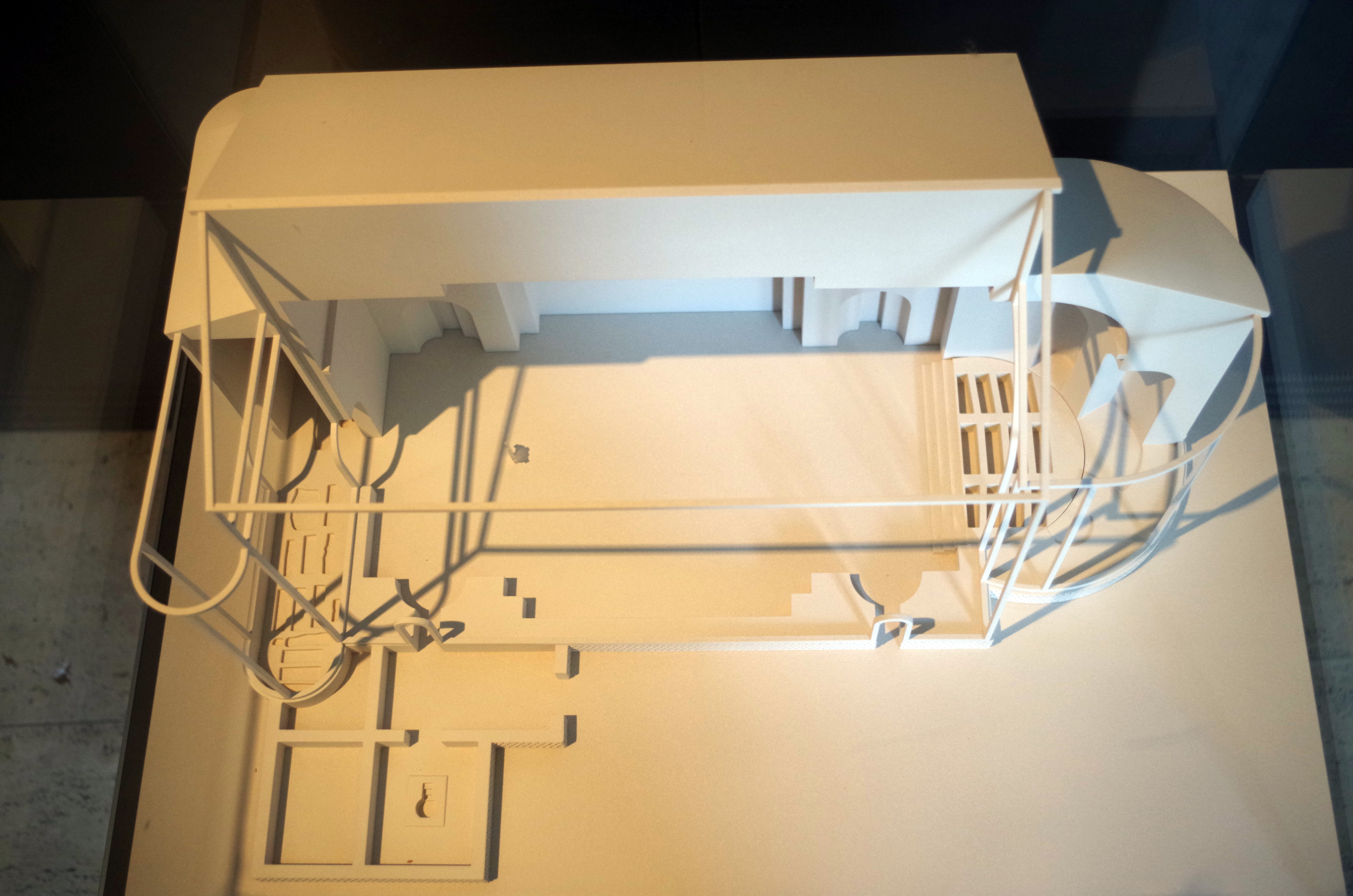
Maqueta del edificio en el Museo de León

La construcción presenta planta basilical, orientación noroeste-sureste, con una única nave rectangular y cabecera ultrasemicircular orientada al sureste. La nave mide 23,44 m de longitud por 13,60 m de ancho, a los que habría que añadir los 9,55 m de diámetro de la cabecera, dando lugar a una superficie total de más de 380 m2. Los muros miden 0,90 m de grosor —1,28 en la cabecera— y están realizados en opus caementicium, con bloques de caliza, cantos rodados y mortero de cal, en capas de 0,35-0,40 m separadas en la cabecera por tres hiladas de ladrillos. La cara exterior fue revestida con un revoco pintado en rojo con puntos blancos, mientras que el interior fue revestido con un revoco amarillento-beige. El acceso principal se localiza en la fachada norte y presenta 3,70 m de ancho. En el muro occidental se abrieron otros dos vanos de un metro de ancho. El suelo era la propia superficie del terreno, de arcilla y cantos, nivelada y apisonada, ya que nada indica que inicialmente tuviera algún tipo de pavimento. No hay evidencias del tipo de cubierta, aunque se supone que sería a dos aguas en la nave y quizás bóveda de horno en la cabecera.
La datación de esta primera fase sería en la primera mitad del siglo IV. Se trataría del edificio principal de un conjunto arquitectónico del que se desconoce su extensión, ordenación y finalidad; podría ser una villa o palatium de una autoridad vinculada a Legio, y el edificio sería la sala de representación principal, aunque en ese momento sin función de basílica cristiana.

### Fase 2. Reformas en la cabecera
A partir de finales del siglo IV y a lo largo del siglo V se transformó en un espacio funerario y cultual. Una primera reforma implicó la construcción de una cabecera trilobulada inscrita en la inicial ultrasemicircular, realizada con un opus caementicium diferente al del edificio inicial, a la que se accedía mediante tres escalones.Posteriormente se dispusieron trece tumbas en el interior de esa nueva cabecera; formaban tres filas con cuatro, cinco y cuatro cajas funerarias orientadas este-oeste. Una de las tumbas aparecía destacada en la fila central, lo que sugiere la creación de un espacio funerario privilegiado, a modo de mausoleo familiar con un personaje principal o bien a modo de martyrium.Las tumbas estaban saqueadas y solo se encontraron algunos huesos de catorce individuos, entre los que se identificaron tres varones, dos mujeres y dos infantiles. 
Otros enterramientos, datados a lo largo del siglo V, se realizaron en diversas partes del conjunto: dos de ellos en fosas junto al muro norte, a ambos lados de la puerta, que se acompañaban de un vasito de vidrio y un cuenco de terra sigillata hispánica (de principios del siglo IV), en uno, y unos pendientes de plata (finales del siglo IV o inicios del V) en el otro.

### Fase 3. Reformas en la nave
Posteriormente tuvieron lugar una serie de reformas que modificaron su aspecto y seguramente su función, convirtiéndose en un lugar de culto cristiano. En los ángulos de la nave se construyeron cuatro grandes machones con exedras semicirculares, seguramente como apoyos para bóvedas y una cúpula central, con un espacio cuadrangular en el centro y dos rectangulares al sur y norte abovedados. Como pavimento se colocó opus signinum sobre una base de cantos rodados en todo el interior de la nave, aunque se encontró muy deteriorado por las posteriores excavaciones de fosas y tumbas.
Se realizó un estrechamiento del vano de la puerta norte, que pasó de 3,70 m a 2,50 m, con umbral de losas con goznes. En el eje de acceso, bajo el umbral, se encontró un canal de desagüe, posiblemente a modo de drenaje, realizado en la primera fase. Estas reformas concluyeron con la construcción de un banco perimetral exterior, de 0,30 m de ancho y de alto, revocado y pintado con líneas rojas simulando juntas de sillares; su finalidad se desconoce, aunque pudo proteger de la erosión la base del muro.

### Fase 4. Construcción del nártex
Más tarde se construyó un espacio en el exterior del lado norte, de 19,30 m de longitud por 2,96 m de ancho, con remate semicircular en ambos extremos. Inicialmente fue denominado nártex por Hauschild, pero parece ser un pórtico funerario para alojar nuevas tumbas. Dos se alojaron en el remate noroeste (orientadas norte-sur), otras nueve en la mitad occidental del espacio (orientadas este-oeste), y dos más acostadas este-oeste contra las dos primeras. Parece que existió cierta intención de continuar el hábito de tumbas alineadas, pero sin la regularidad, alineamiento y jerarquización de las tumbas del ábside.

### Fase 5. Construcción del baptisterio
En época visigoda, siglos VI-VII, se construyó un conjunto bautismal en la zona noroeste, formado por varias estancias conectadas. En la estancia principal se realizó una pila hecha con ladrillo y revestida con opus signinum, con vaso circular de 0,80 m de diámetro, al que se accedía por tres escalones, semejante a otros baptisterios coetáneos de la península y Baleares. Este añadido indica su uso como iglesia bautismal.

### Fase 6. Extensión cementerial
A raíz de la construcción del baptisterio, los enterramientos se extendieron alrededor del mismo y en la mitad oriental del pórtico norte y en su exterrior. Frente a las anteriores tumbas de ladrillo, estas son fosas ovaladas excavadas en el suelo tardorromano o en el terreno natural. La mayoría presentan orientación este-oeste. Su datación se extiende desde el siglo VII hasta principos del siglo VIII.
En un primer momento (c. 500-650) se agrupan junto al baptisterio y al norte del pórtico y se realizan en ataúdes de madera, en el interior de fosas ovaladas. Un buen número de ellas se acompañan de ofrendas como botellas o diotae, armas, broches de cinturón o anillos. En un momento final de ese periodo, algunas junto al baptisterio varían su orientación a suroeste-noreste y apenas se registran ofrendas. En un momento posterior (650-730) se extienden hacia el norte y noreste, alineados en varios grupos de tumbas; mantienen mismas costumbres funerarias pero prácticamente desaparecen las ofrendas, tan solo algún anillo y cuchillos.

### Fase 7. Asentamiento agrícola
A partir del siglo VIII el edificio fue desmantelado y reutilizado como asentamiento campesino, con restos de hogares, hoyos de poste, pozos de agua y hoyos para almacenar grano. Entre los siglos VIII y X los enterramientos continúan en el lado oriental y al noreste del pórtico. En esos momentos es cuando se documenta el lugar, en textos del siglo X, como torre de Sancta Maria Alua. Más tarde, el monasterio de San Cosme y San Damián de Abellar fue adquiriendo distintos terrenos de cultivo y viñas en la zona y es posible que estableciera algún tipo de granja, que correspondería con las estructuras agrarias documentadas.

### Fase 8. Cementerio medieval
Desde el siglo X, el uso funerario continuó alrededor y en el interior de la nave basilical, y se prolongó hasta época bajomedieval. En los siglos XI-XII predominan fosas ovaladas, superpuestas a estructuras altomedievales y enterramientos anteriores, mientras que en los siglos XIII-XIV hay una concentración de enterramientos infantiles y juveniles al suroeste de la iglesia, en fosas simples, donde varios individuos fueron vestidos con ornamentos de cierto valor. La interrupción del uso cultual y funerario indica que desde entonces tales funciones se trasladaron a la nueva iglesia parroquial del pueblo, unos 150 m al sur de la antigua basílica, que quedó abandonada a las afueras del núcleo.

## Entorno
El edificio de Marialba de la Ribera no está aislado, sino que forma parte de un conjunto más amplio, aún poco conocido. Hauschild realizó varios sondeos 400 m al norte de la basílica y localizó estructuras rústicas realizadas con cantos y barro y cerámicas de los siglos V al VII, que identificó como parte de la villa. Posteriormente, distintas prospecciones geofísicas y sondeos han probado la existencia de varios conjuntos de construcciones y viales alineados con la basílica, al norte y oeste de esta. Estas estructuras parecen ser áreas de trabajo y zonas abiertas, y carecen del carácter monumental del edificio principal.
No se puede determinar si todo ello formaba parte de una villa tardorromana, de la cual el edificio principal sería el aula, salón u oecus, o si era un palatium suburbano, perteneciente a alguna autoridad militar, gubernamental o religiosa. Igualmente tampoco se debe desechar una función relacionada con la vía de comunicación entre Legio, Asturica y Lancia, principales centros urbanos de la zona en época tardorromana.